# Okręg Aix-en-Provence
Okręg Aix-en-Provence (fr. Arrondissement d’Aix-en-Provence) – okręg w południowo-wschodniej Francji. Populacja wynosi 414 tysięcy.

## Podział administracyjny
W skład okręgu wchodzą następujące kantony:
- Aix-en-Provence-Centre,
- Aix-en-Provence-Nord-Est,
- Aix-en-Provence-Sud-Ouest,
- Gardanne,
- Lambesc,
- Pennes-Mirabeau,
- Pélissanne,
- Peyrolles-en-Provence,
- Salon-de-Provence,
- Trets.